# Hertogdom Saksen-Weimar (1603-1640)
Het Hertogdom Saksen-Weimar (Duits: Herzogtum Sachsen-Weimar) was een land binnen het Heilige Roomse Rijk dat werd geregeerd door de Ernestijnse linie van het Huis Wettin. Het land ontstond in 1603 toen het eerdere Hertogdom Saksen-Weimar werd verdeeld. De broer van de laatste hertog kreeg het grootste deel van de erfenis, het nieuwe Hertogdom Saksen-Weimar. In 1640, na de dood van Willem IV van Saksen-Weimar, werd het land weer verdeeld tussen de hertog en zijn twee broers. Hierdoor ontstonden Saksen-Gotha, Saksen-Eisenach en een nieuw, kleiner, Saksen-Weimar.

## Heersers
- 1603 - 1605: Johan III
- 1605 - 1620: Johan Ernst I
  - 1605 - 1611: Regentschap door Christiaan II van Keur-Saksen
  - 1611 - 1615: Regentschap door Johan George I van Keur-Saksen
- 1620 - 1640: Willem